# Credințele și religiile preislamice din Turcia
Credințele și religiile  preislamice din Turcia  sunt reprezentate de culturile adoptate înainte de islamizarea tuturor regiunilor turcice și a populației lor.

## Șamanismul
Șamanismul a fost cea  mai veche credință a popoarelor turce, păstrându-se și azi amprentele sale în tradiția populară. Cuvântul mongol ,, ongon” care avea corespondentele ,,töz” sau  ,,eren”  în triburile turce, desemna  idolii cu chip de om sau animale. Cuvântul eren există și azi în vorbirea turcă, dar și-a schimbat semnificația inițială și a dobândit o latură islamică,  păstrându-și totuși  înțelesul de zeitate. Astăzi termenul eren înseamnă ,, spirit bun”, ,,sfânt”. Idolii cu nume de ,, ongon”, ,, töz” sau  ,,eren”  erau fabricați din lemn, piatră, iarbă, lut sau metal. Acești idoli aveau rolul de a proteja tribul respectiv și li se aduceau jertfe. Mulți specialiști etnografi au ajuns la concluzia că totemul se află la originea ,,ongonului”. Cea mai importantă sarcină a șamanului era să vindece bolnavii. Tözurile (totemurile) triburilor de pe malul fluviului Enisei aveau o formă zoomorfică, ceea ce înseamnă că erau mai vechi decât ale celorlalte triburi. Primii ,,ongoni” erau realizați din craniul, scheletul și pielea umplută a animalului considerat totem. Se credea că în ongonul confecționat astfel trăiește sufletul animalului socotit totem. Ongon cu timpul a ajuns să capete și rolul de protector al animalelor domestice, dar și purtător de noroc în timpul deplasărilor la vânătoare. În cazul primelor triburi turcice bolile erau determinate prin localizarea totemului în corpul omenesc și vindecarea celui bolnav  se realiza doar prin scoaterea totemului din corpul său. Acest proces era realizat de șaman, care își lipea buzele de corpul bolnav, trăgea aer în piept, își ridica capul și îl întorcea în altă direcție, dând  drumul la aer. Prin acest procedeu avea loc extragerea totemului din organismul cuprins de boală. Acest procedeu de vindecare se păstrează și azi, deși credința în existența totemului a dispărut. Șamanii odată cu trecerea timpului și-au dat seama că acest procedeu  le punea viața în pericol mai ales celor ce sufereau de boli contagioase și au schimbat metoda. Animalele vii au luat locul totemului confecționat din cranii, schelete sau pieile umplute ale animalelor.  Animalul totem era sacrificat când un membru al tribului se îmbolnăvea.  Inima animalului sacrificat era pusă pe pieptul bolnavului sau în alte cazuri cei bolnavi erau înfășurați în blana animalului sacrificat, care încă era caldă . De-a lungul timpului credința ,, ongon” a căpătat diferite forme. ,,Îdîk” este forma întâlnită în zona Altai-Enisei a populației turce șamanite. Cuvântul ,, îdîk” este compus din rădăcina ,,îd”, la care se adaugă terminația ,,îk” sau ,,uk” , care are înțelesul de a lăsa slobod. În cazul turcilor șamaniți acest termen desemna animalul lăsat slobod pentru ,,ongon” (idol) . Cuvântul ,,îdîk” este întâlnit și în ,, Divanü lügati't  Türk” ( Dicționarul limbii turce) și este definit ca orice  viețuitoare care este considerată sacră și animalul care este lăsat slobod, destinat sufletului stăpânului. Unui astfel de animal nu i se tundea lâna sau părul și nici nu era încărcat cu poveri. Sufletul proprietarului animalului  era adevăratul stăpân al lui și nu persoana în sine. După moarte  sufletul stăpânului era transportat de animal.
Oamenii care trăiau în aceste triburi mureau în timpul vânătorii sau în luptă și nu de moarte naturală deoarece cei ce mureau din cauza unei boli erau disprețuiți și sufletul lor era considerat  rău. Sufletul lor rău aducea numai nenorociri tribului. Bătrânii speriați de această posibilitate, cereau să fie uciși. La baza acestui obicei stătea o cauză economică. Din cauză că tribul suferea de foame, bătrânii nu constituiau decât o povară și astfel erau uciși. Odată cu evoluția tribului și a diviziunilor sociale se dezvoltă și volumul de bunuri de consum. Bătrânii nu mai sunt considerați a fi o povară, ci din contră sunt socotiți a fi foarte utili, salvând tribul de la nenorociri și pierire datorită experienței lor de viață. În acest context apare cultul Ceddü âlâ ( creatorul tribului). Aksakal (Barbă albă) care s-a aflat în fruntea tribului până la începutul secolului al XIX –lea este de fapt Ceddü âlâ.

## Maniheism
Șamanismul a fost înlocuit de către maniheism. Maniheismul provine de la Mani, cel ce a creat această religie și care a fost născut și a crescut în Mesopotamia. Această credință este o combinație între budism, religiile creștine și concepțiile gnostice. Încă din timpul lui Mani au fost înființate mânăstiri și comunități maniheiste în India și Iran. Din izvoarele musulmane și creștine aflăm că această religie avea mulți adepți din regiunile Africii de nord  și ale Asiei până în China. Religia maniheistă are ca fundament principiul polilor opuși: frumosul și urâtul, binele și răul, ziua și noaptea, lumina și întunericul, sufletul și materia. Doar poporul uigur a adoptat maniheismul în anul 762  ca religie oficială de stat. În celelalte regiuni turcice această religie era interzisă, iar adepții săi erau omorâți de către nestorieni. Spiritul războinic al triburilor a fost atenuat după cum a prezis și Tonyuk (sfetnic al hanului iugur) ca urmare a înființării de orașe și a adoptării unei religii din China. Din cauza pierderii spiritului războinic triburile kirghize i-au învins foarte ușor pe uiguri, care s-au văzut nevoiți să imigreze spre Tarîm (845). Un mic  stat  avea să se formeze din iugurii din localitățile Hann, Hociu și Bișbalîk, care se aflau în partea de nord a drumului mătăsii. Maniheismul le-a permis unor vechi triburi, ce rătăceau  în zonele de stepă să treacă la o viață sedentară și să înființeze orașe. Călugării maniheiști au tradus în limba turcă o serie de cărți ce se raportau la religiile maniheiste, budiste și creștine.

## Budismul
Budismul a fost acceptat ca religie de către vechii turci și huni, însă la ora actuală nu se știe cât de mult a fost răspândită și însușită această religie de popoarele turce. Din izvoarele chineze se cunoaște faptul că hanul türk To-pa a cerut ca Nirvana Sutra să fie tradusă în China în limba turcă. Conducătorii popoarelor turcice, care au aderat la budism au înălțat lăcașe budiste și le-au împodobit pereții cu fresce colorate. Chipurile ctitorilor erau desenate pe zidurile mânăstirilor, dar și informații despre viața, preocupările și familia ctitorilor apăreau pe zidurile acestora. Mânăstirile, în fiecare an și la anumite date  organizau sărbători religioase. Călugării relatau viața lui Budha sau povesteau despre Bodhisattva. Aceste istorisiri erau prezentate sub forma unor epopei, care erau acompaniate de muzică. Epopeea ,, Întâlnire cu Budha și viitorul Maytu” este valoroasă datorită temei, dar și al limbii folosite. Civilizația budistă uigură întemeiată în secolul al VIII-lea la Hociu a cunoscut o perioadă de înflorire după anul 840, dezvoltându-se independent până în secolul al XIV-lea când întreaga țară a fost islamizată.